# Hyla

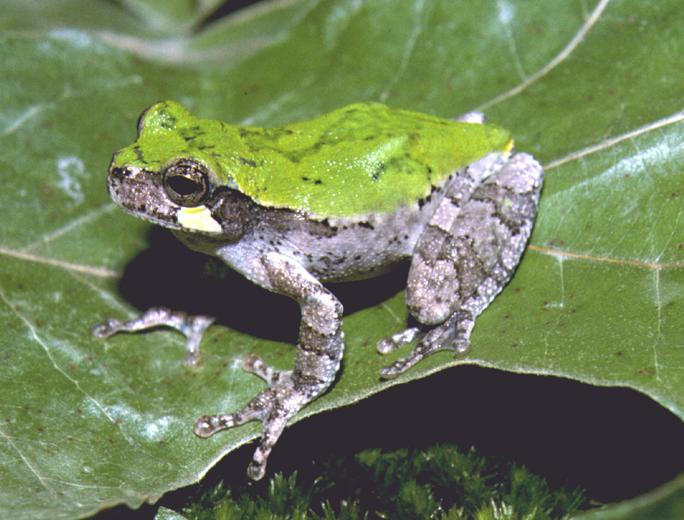
Hyla avivoca

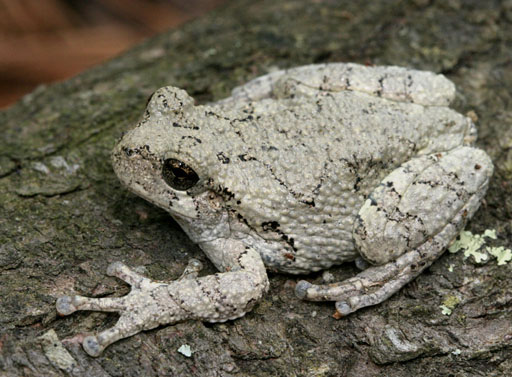
Hyla chrysoscelis fotografiada a Carolina del Nord (els Estats Units).

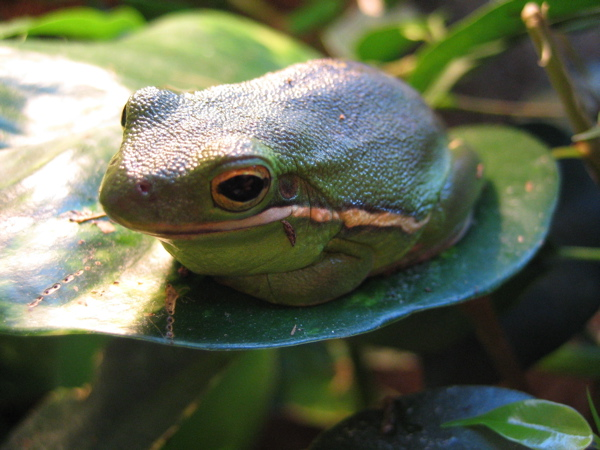
Hyla cinerea

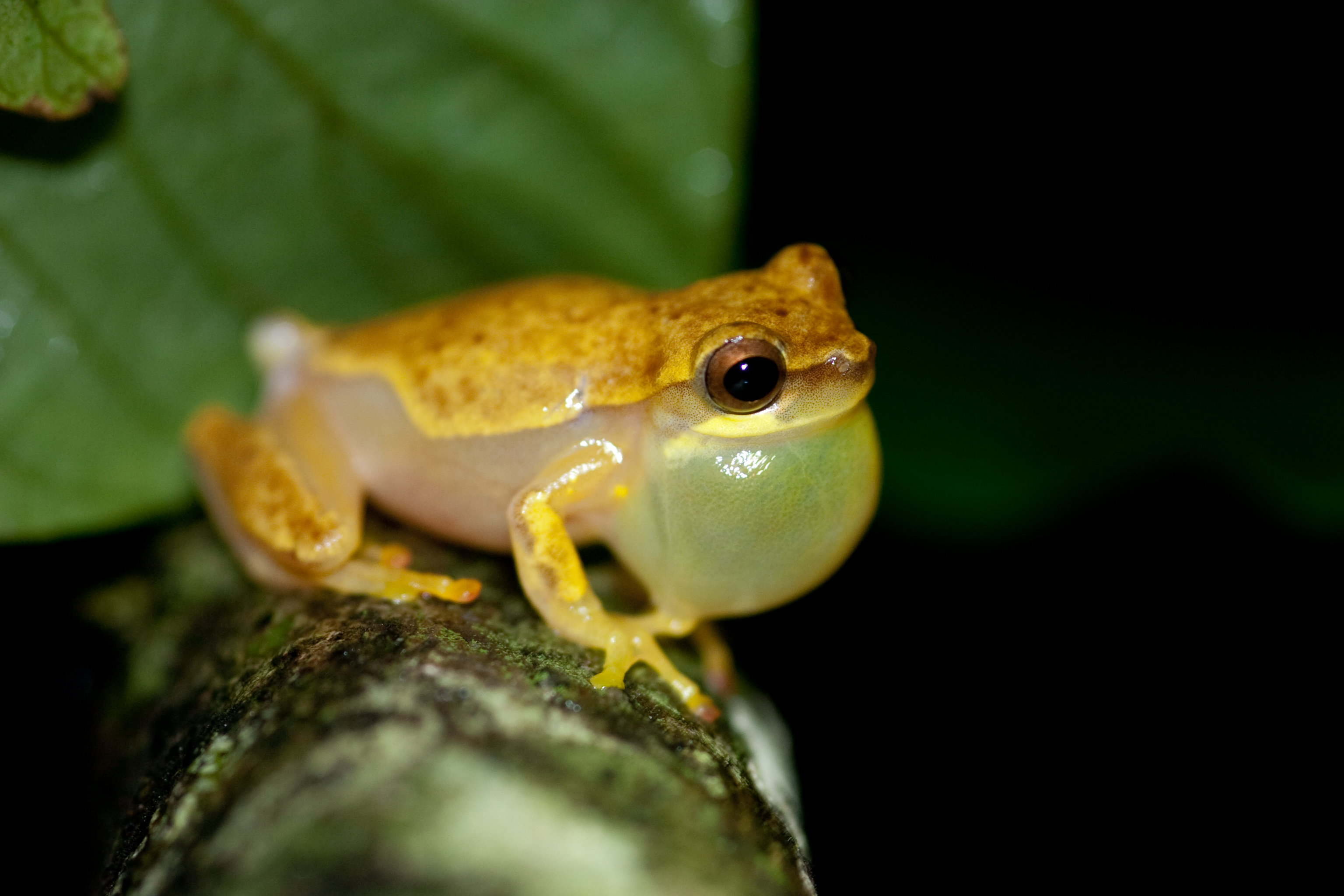
Hyla ebraccata

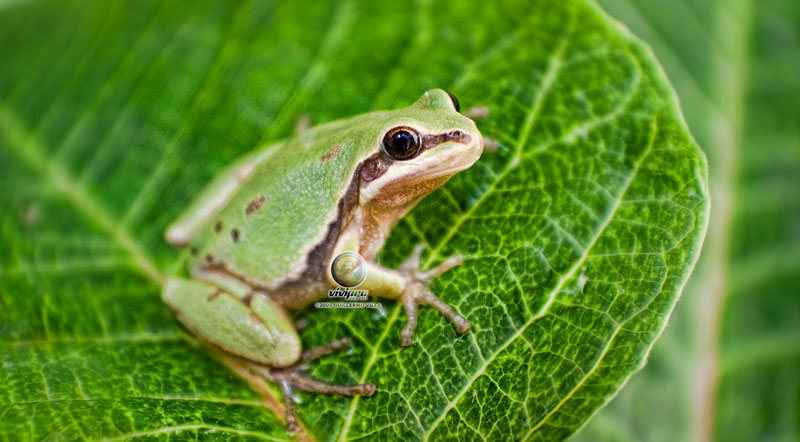
Hyla eximia fotografiada a Aguascalientes (Mèxic).

Hyla és un gènere de granotes pertanyent a la família dels hílids que es troba a l'Europa Central i meridional, l'Àsia oriental, el nord-oest d'Àfrica i Nord-amèrica.

## Taxonomia
Més de 300 espècies foren descrites en el passat dins d'aquest gènere, però després d'una revisió genètica de la família dels hílids feta per Julian Faivovich l'any 2005, la majoria de totes elles foren reclassificades en altres gèneres. És per això que, a hores d'ara, Hyla només conté un total de 40 espècies.
- Hyla abdivita
- Hyla annectans (Jerdon, 1870)
- Hyla antoniiochoai (De la Riva i Chaparro, 2005)
- Reineta arbòria (Hyla arborea) (Linnaeus, 1758)
- Hyla arboricola (Taylor, 1941)
- Reineta de les gorges (Hyla arenicolor) (Cope, 1866)
- Hyla avivoca (Viosca, 1928)
  - Hyla avivoca avivoca (Viosca, 1928)
  - Hyla avivoca ogechiensis (Neill, 1948)
- Hyla bocourti (Mocquard, 1899)
- Hyla boans
- Hyla calcarata
- Hyla chinensis (Günther, 1858)
- Hyla chrysoscelis (Cope, 1880)
- Hyla cinerea (Schneider, 1799)
- Hyla crepitans
- Hyla ebraccata
- Hyla ephemera
- Hyla euphorbiacea (Günther, 1858)
- Hyla eximia (Baird, 1854)
- Hyla femoralis (Bosc, 1800)
- Hyla geographica
- Hyla hallowellii (Thompson, 1912)
- Hyla hazelae
- Hyla heinzsteinitzi (Grach, Plesser & Werner, 2007)
- Hyla helenae (Ruthven, 1919)
- Hyla imitator (Barbour & Dunn, 1921)
- Hyla immaculata (Boettger, 1888)
- Hyla inframaculata (Boulenger, 1882)
- Hyla intermedia (Boulenger, 1882)
- Reineta japonesa (Hyla japonica) (Günther, 1859)
- Hyla javana (Ahl, 1926)
- Hyla leucophyllata
- Hyla melacaena
- Hyla melanomma
- Reineta meridional (Hyla meridionalis) (Boettger, 1874)
- Hyla microcephala
- Hyla minuta
- Hyla miotympanum
- Hyla molitor (Schmidt, 1857)
- Hyla molleri (Bedriaga, 1890)
- Hyla nicefori (Cochran & Goin, 1970)
- Hyla orientalis (Bedriaga, 1890)
- Hyla pachyderma
- Hyla pellita
- Hyla plicata (Brocchi, 1877)
- Hyla punctata
- Hyla rufitela
- Hyla sanchiangensis (Pope, 1929)
- Reineta sarda (Hyla sarda) (De Betta, 1857)
- Hyla savignyi (Audouin, 1827)
- Hyla simplex (Boettger, 1901)
- Hyla smaragdina
- Hyla smithii
- Hyla squirella (Bosc, 1800)
- Hyla suweonensis (Kuramoto, 1980)
- Hyla tsinlingensis
- Hyla valancifer (Liu & Hu, 1966)
- Hyla versicolor
- Hyla walkeri (Stuart, 1954)
- Hyla warreni (Duellman & Hoogmoed, 1992)
- Hyla wrightorum (Taylor, 1939)
- Hyla yaracuyana
- Hyla zhaopingensis (Tang & Zhang, 1984)[5][6][7]